# Acht Ecken (Potsdam)

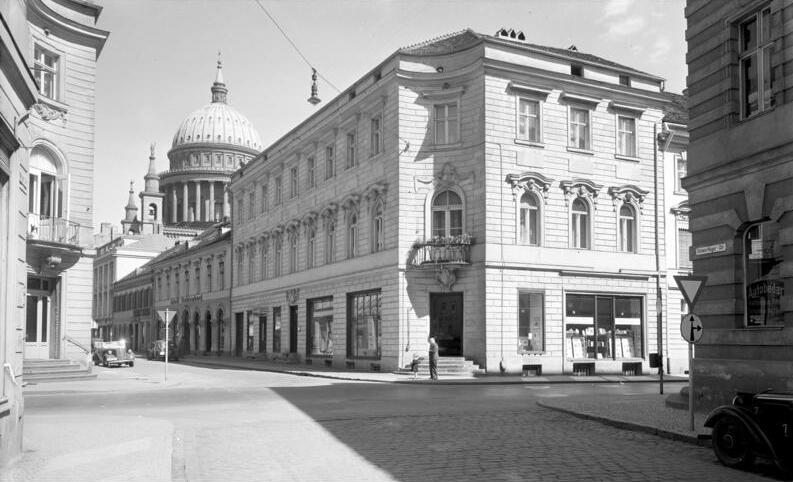
Acht Ecken, vor 1945

Die Acht Ecken waren vier Bürgerhäuser an der Kreuzung Hohewegstraße/Schwertfegerstraße in Potsdam. Sie wurden in den Jahren 1771 bis 1774 im Auftrag von Friedrich dem Großen nach Entwürfen von Georg Christian Unger erbaut. Als Vorlage dienten die Quattro Fontane in Rom. Beim Luftangriff auf Potsdam 1945 beschädigt und beim Umbau der Innenstadt 1958 abgerissen, blieb nur das nordwestliche Haus erhalten. Aktuell werden die Fassaden der fehlenden Häuser teils historisch, teils modern wiederhergestellt.

## Geschichte
Im Auftrag von Friedrich dem Großen und nach Entwürfen von Georg Christian Unger entstanden in den Jahren 1771 bis 1774 an der Kreuzung von Schwertfegerstraße und Hohewegstraße (seit 1946: Friedrich-Ebert-Straße) zwischen Altem Markt und Neuem Markt vier Bürgerhäuser im Rokokostil. Das nordöstliche Haus mit der früheren Anschrift Hohewegstraße 3 besaß der Schwertfeger Zeunert (nach dessen Beruf die Straße benannt war), das südöstliche Haus Schwertfegerstraße 10 der Kaufmann Bonseri, das südwestliche Haus Schwertfegerstraße 9 der Glasschleifer Brockes, und das nordwestliche Haus Hohewegstraße 12a der Zimmerer Brendel.
Als Vorlage für die sogenannten Acht Ecken, deren Name sich von den vier konkaven Fassaden mit jeweils zwei Ecken ableitet, dienten die Quattro Fontane von Francesco Borromini in Rom. Das Motiv findet sich beispielsweise auch bei der Piazza Sant’Ignazio in Rom und bei den Quattro Canti in Palermo.
Nach dem alliierten Luftangriff auf Potsdam 1945 und dem sozialistischen Umbau der Innenstadt 1958 blieb nur das nordwestliche Haus erhalten. Seit 2019 erfolgt die abschnittsweise Wiederherstellung des Ensembles. Die Fassade des südwestlichen Hauses wurde 2021 originalgetreu rekonstruiert; die Fassaden des nordöstlichen und des südöstlichen Hauses erhalten eine vereinfachte Gestaltung. Da die heutige Friedrich-Ebert-Straße breiter ist als die frühere Hohewegstraße, werden diese Häuser weiter östlich errichtet. Folglich wird das neue Ensemble weiter auseinander stehen als die alten Acht Ecken.

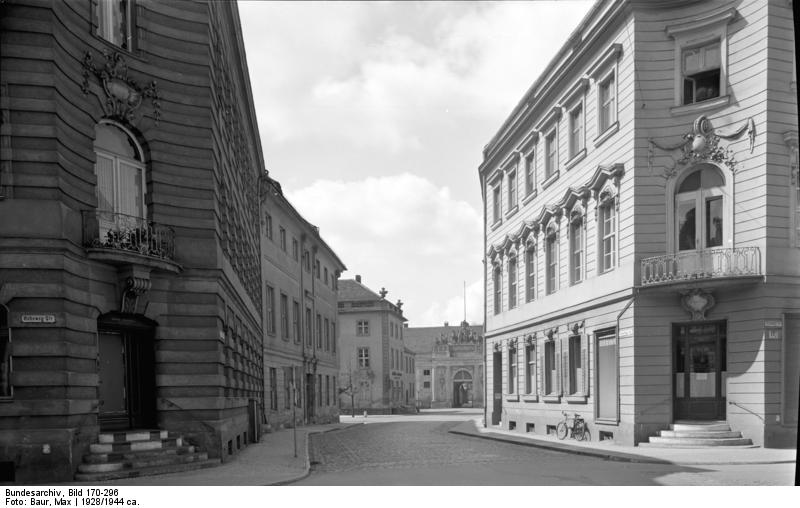
Westliche Häuser, vor 1945
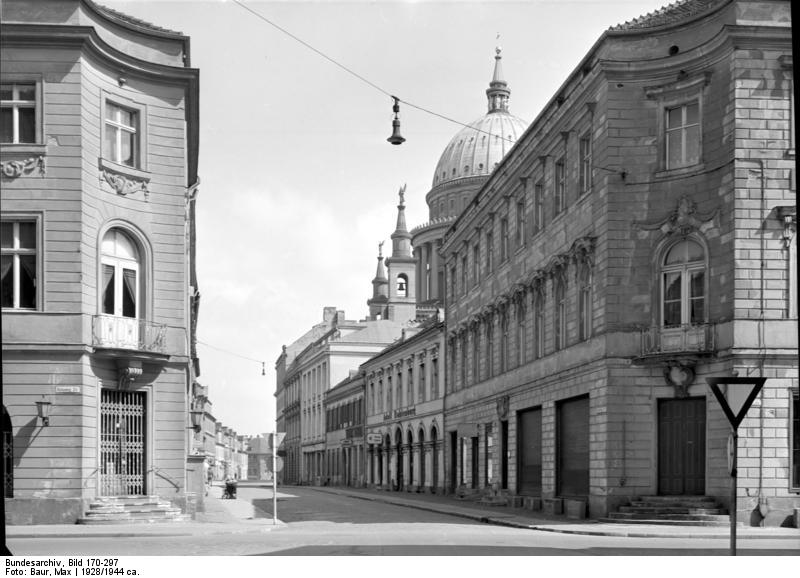
Östliche Häuser, vor 1945
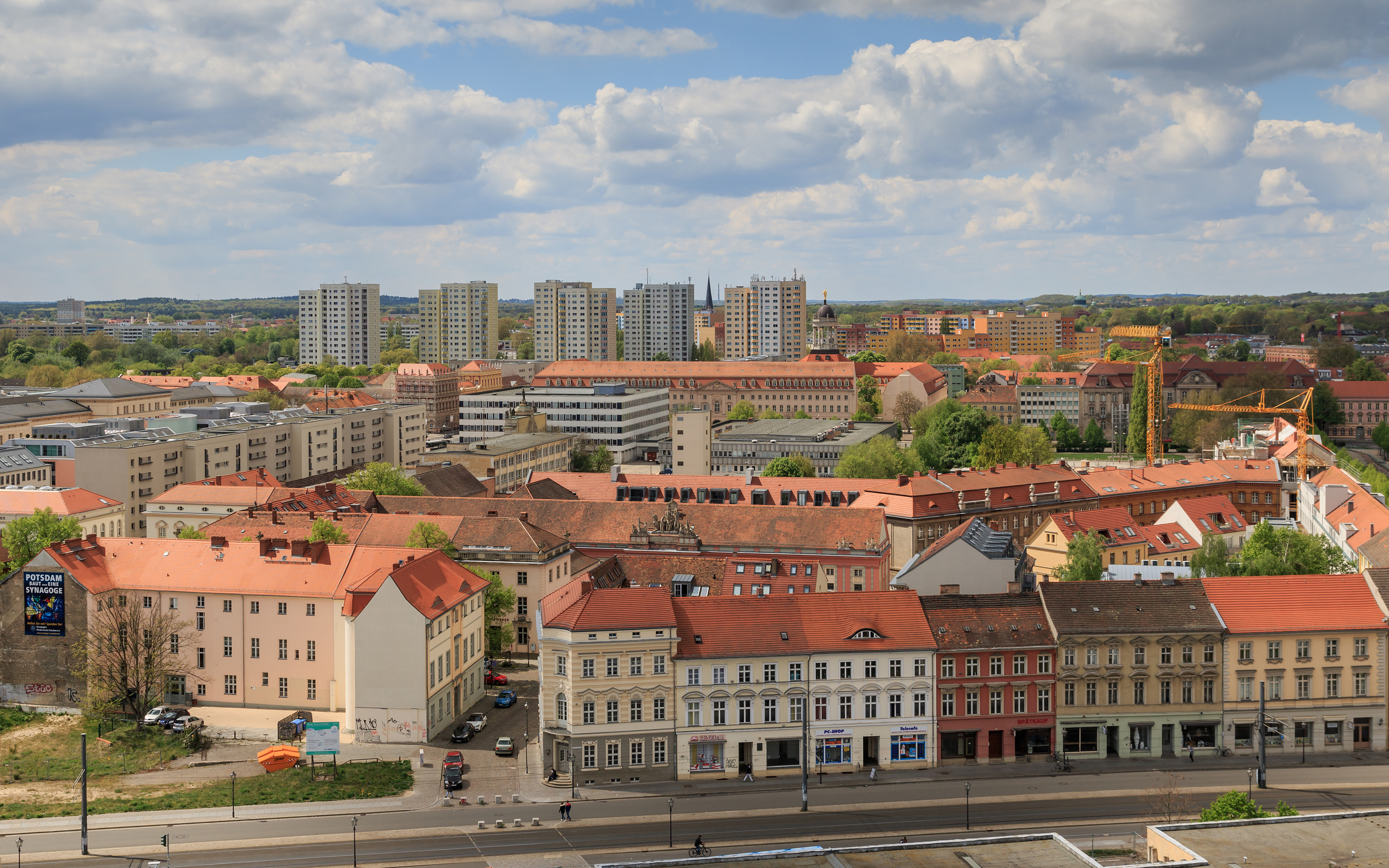
Nordwestliches Haus, 2015